# Смоки-Холлоу (тауншип, Миннесота)
Смоки-Холлоу (англ. Smoky Hollow) — тауншип в округе Касс, Миннесота, США. На 2000 год его население составило 61 человек.

## География
По данным Бюро переписи населения США площадь тауншипа составляет 93,4 км², из которых 90,2 км² занимает суша, а 3,3 км² — вода (3,52 %).

## Демография
По данным переписи населения 2000 года здесь находились 61 человек, 28 домохозяйств и 18 семей. Плотность населения —  0,7 чел./км². На территории тауншипа расположено 109 построек со средней плотностью 1,2 построек на один квадратный километр. Расовый состав населения: 98,36 % белых и 1,64 % коренных американцев.
Из 28 домохозяйств в 21,4 % воспитывались дети до 18 лет, в 46,4 % проживали супружеские пары, в 3,6 % проживали незамужние женщины и в 35,7 % домохозяйств проживали несемейные люди. 32,1 % домохозяйств состояли из одного человека, при том 10,7 % из — одиноких пожилых людей старше 65 лет. Средний размер домохозяйства — 2,18, а семьи — 2,78 человека.
21,3 % населения — младше 18 лет, 3,3 % — в возрасте от 18 до 24 лет, 16,4 % — от 25 до 44, 44,3 % — от 45 до 64, и 14,8 % — старше 65 лет. Средний возраст — 49 лет. На каждые 100 женщин приходилось 154,2 мужчин. На каждые 100 женщин старше 18 приходилось 140,0 мужчин.
Средний годовой доход домохозяйства составлял 21 875 долларов, а средний годовой доход семьи —  21 875 долларов. Средний доход мужчин —  65 417  долларов, в то время как у женщин — 13 750. Доход на душу населения составил 15 042 доллара. За чертой бедности не находилась ни одна семья и 10,4 % всего населения тауншипа, из которых 18,8 % старше 65 лет.